# Berrieux
Berrieux es una comuna francesa, situada en el departamento de Aisne, de la región de Alta Francia.

## Demografía
| 182 | 162 | 142 | 166 | 162 | 161 | 164 | 189 |
| Para los censos de 1962 a 1999 la población legal corresponde a la población sin duplicidades (Fuente: INSEE [Consultar]) |     |     |     |     |     |     |     |